# Френсіс Ді
Френсіс Маріон Ді (англ. Frances Marion Dee, нар. 26 листопада 1909 — пом. 6 березня 2004) — американська акторка.

## Біографія
Френсіс Маріон Ді народилась 26 листопада 1909 року в Лос-Анджелесі в родині Френка Ді та Генрієтти Путмен. За рік до цього народилась її старша сестра Маргарита. Всією сім'єю вони переїхали до Чикаго, де Френсіс навчалася у школах Shakespeare Grammar School таHyde Park High School. Однокласники кликали її Френкі Ді. У шкільні роки дівчина періодично бувала ведучою на юнацьких театралізованих постановках.
У 1927 Френсіс вступила до Чиказького університету, де провела два роки до свого повернення в Каліфорнію.
Опинившись знову у Лос-Анджелесі, вона почала працювати в кіно. Спочатку виступала як дублерша та знімалася в невеличких епізодах. Перший фільм за її участю був знятий 1929 студією Fox Film Corporation. Це була легка музична комедія «Слова та музика». Наступного року Френсіс продовжила працювати на Paramount Pictures. Там її побачив запрошений із Франції красень Моріс Шевальє. За його особистим проханням, Френсіс надали головну жіночу роль у фільмі «Плейбой з Парижу» за його участю. Красиву зовнішність молодої акторки помітили всі.
1931-й відзначився для неї участю в екранізації роману Теодора Драйзера «Американська трагедія».
1933-го вона зіграла у драмі «Маленькі жінки», знятою за книгою Луїзи Олкотт. На знімальному майданчику Ді працювала із Кетрін Гепберн та Джоанн Беннетт. Стрічка здобула три номінації на премію Оскар.
Того ж року на зйомках фільму «Срібний шнур» Френсіс познайомилася із Джоелем Маккрі. 20 жовтня вони побралися. За одинадцять місяців народився їх перший син Джоді.
1934-го акторка знялася в екранізації Сомерсета Моема «Тягар пристрастей людських». Виконавцями головних ролей були Бетті Девіс та Леслі Говард. Наступним фільмом для неї стала драма «Беккі Шарп», одна з перших кольорових стрічок в історії кіно, дія якої розгорталася в часи наполеонівських війн. Це була постановка Рубена Мамуляна за романом Вільяма Теккерея «Ярмарок суєти».
У другіх половині 1930-х Френсіс Ді знялася у таких картинах, як «Загублені в морі», «Веллс Фарго», «Берегова охорона» та ін.
У 40-х вона з'являлася на екрані значно менше. Присвячуючи все більше часу родині, акторка зіграла лише у восьми стрічках. За попереднє ж десятиліття вона взяла участь у зйомках для 30 фільмів.
На початку 50-х Френсіс ще знялася у кількох серіалах і залишила кінокар'єру. Її чоловік припинив зніматися 1962-го. Разом вони проводили свій час на ранчо «Тисяча дубів» в Каліфорнії.
Із Джоелем Френсіс прожила до самої його смерті у 1990. Акторка померла чотирнадцять років потому у лікарні Норвалку в Коннектикуті від ускладнень інсульту. На той час їй виповнилося 94 роки.

## Вибрана фільмографія
- 1930 — Вірна флоту / True to the Navy
- 1931 — Американська трагедія / American Tragedy — Сондра Фінчлі
- 1931 — Гарна жінка / Nice Women — Джеррі Жерар
- 1931 — Працюючі дівчата / Working Girls — Луїз Адамс
- 1933 — Король джунглів / King of the Jungle — Енн Роджерс
- 1933 — Позиція стрільця / Headline Shooter — Джейн Меллорі
- 1933 — Маленькі жінки / Little Women — Мег
- 1933 — Криваві гроші / Blood Money — Елєн Тальберт
- 1934 — Закінчуючи школу / Finishing School — Вірджинія Радкліфф
- 1934 — Тягар пристрастей людських / Of Human Bondage — Саллі Ательні
- 1935 — Беккі Шарп / Becky Sharp — Амелія Седлі
- 1935 — Весела брехня / The Gay Deception — Мірабель Міллер
- 1936 — Приходь та візьми / Come and Get It — шеф ресторана
- 1937 — Загублені в морі / Souls at Sea — Маргарет Таррінгтон
- 1937 — Веллс Фарго / Wells Fargo — Джастін МакКей
- 1938 — Якби я був королем / If I Were King — Кетрін де Войслесс
- 1939 — Берегова охорона / Coast Guard  — Ненсі Блісс
- 1941 — Так закінчується наша ніч / So Ends Our Night — Марі Штайнер
- 1943 — Я гуляла разом із зомбі / I Walked With a Zombie — Бетсі Коннелл — Джессіка
- 1943 — Щаслива земля / Happy Land — Агнес Марш
- 1951 — Платіж за вимогою / Payment on Demand — Ейлін Бенсон